# Спасска (приток Вождоромки)
Спасска — река в России, протекает в Приморском районе Архангельской области. Вытекает из озера Спасское. Устье реки находится в 2 км по правому берегу реки Вождоромка. Длина реки составляет 10 км.

## Данные водного реестра
По данным государственного водного реестра России относится к Двинско-Печорскому бассейновому округу, водохозяйственный участок реки — Северная Двина от впадения реки Вага и до устья, без реки Пинега, речной подбассейн реки — Северная Двина ниже места слияния Вычегды и Малой Северной Двины. Речной бассейн реки — Северная Двина.
Код объекта в государственном водном реестре — 03020300412103000039203.

### Топографические карты
- Топографическая карта. К югу от Архангельска — 1:100 000
- Лист карты Q-37-131,132 п  Боброво. Масштаб: 1 : 100 000. Состояние местности на 1983 год. Издание 1987 г.